# Moussa Ould Ebnou
Moussa Ould Ebnou (sinh năm 1956) là một trong những tiểu thuyết gia vĩ đại nhất Mauritania. Ông đã xuất bản hai cuốn tiểu thuyết bằng tiếng Pháp: L’amour impossible (1990) và Le Barzakh (1994), sau đó được xuất bản bằng tiếng Ả Rập với tên gọi: Tình yêu bất khả thi ("al-Hubb al-Mustahil") (1999), và Thành phố của the Wind (Madinat al-Riyah) (1996). Ebnou cũng đã xuất bản hai tác phẩm khác bằng tiếng Ả Rập: Hajj al-Fajar (Hujj al-Fijar) (2003), và tục ngữ Mauritania và الامثال والحكم الشعبية الموريتانية al-Imthal w'al-Hakm ash-Sha'biya al-Muritaniya.
Moussa Ould Ebnou sinh ra ở Boutilimit.